# Bernice (Manitoba)
Pour les articles homonymes, voir Bernice.
Bernice est une communauté du Manitoba située au sud-ouest de la province dans la municipalité rurale d'Albert. La communauté est située sur le tracé de l'autoroute 345 entre les communautés de Lauder et de Bede. La communauté se trouve à 115 km au sud-ouest de Brandon et à 24 km au nord-ouest de la ville de Melita.
La communauté de Bernice possède un site classé historique en une école érigée en 1888.

## Référence
- (en) Cet article est partiellement ou en totalité issu de l’article de Wikipédia en anglais intitulé « Bernice, Manitoba » (voir la liste des auteurs).